# Walckenaeria hamus
Walckenaeria hamus är en spindelart som beskrevs av Jörg Wunderlich 1995. Walckenaeria hamus ingår i släktet Walckenaeria och familjen täckvävarspindlar. Inga underarter finns listade i Catalogue of Life.